# Meister des Wiener Schottenaltars

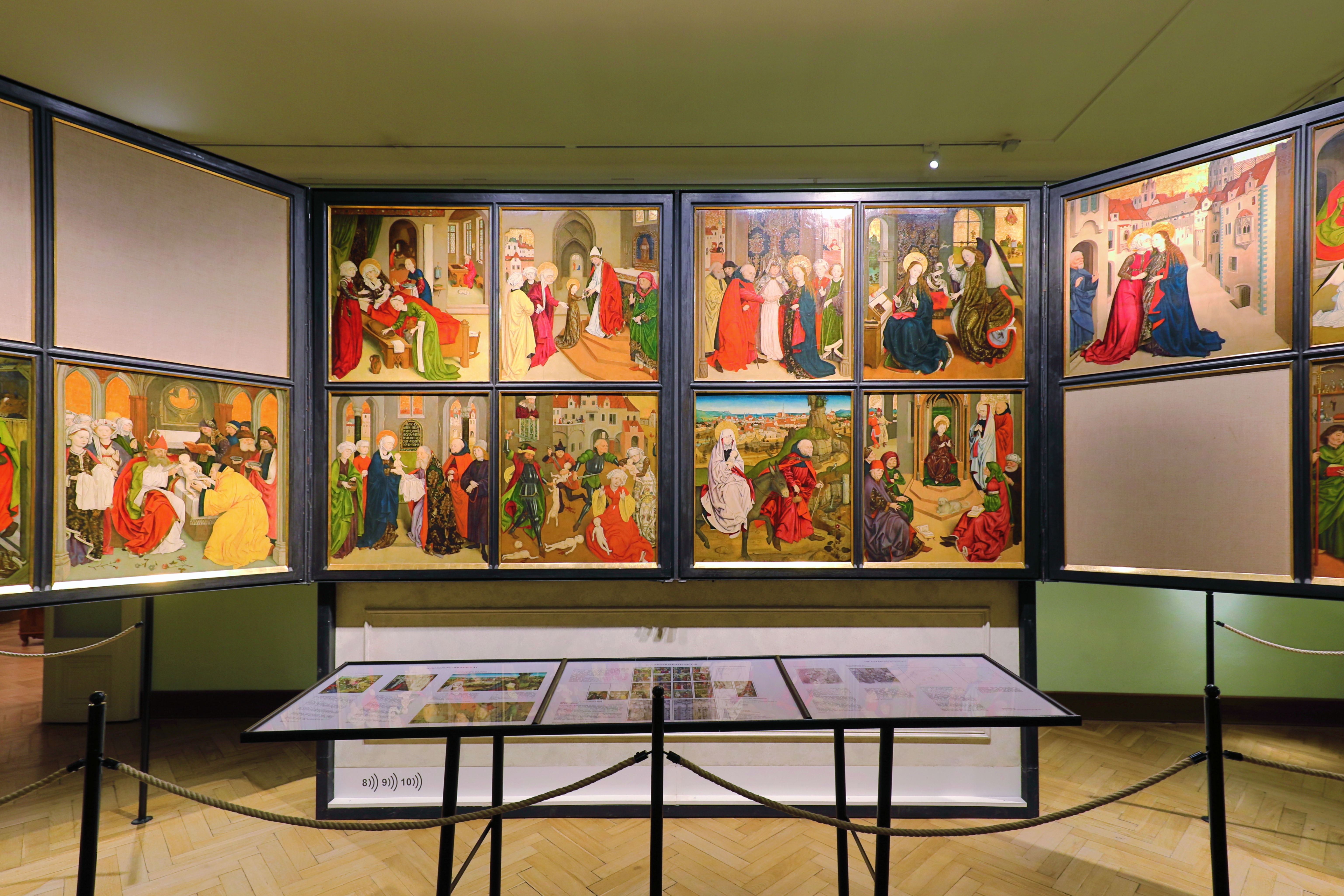
Schottenaltar im Museum des Schottenstiftes

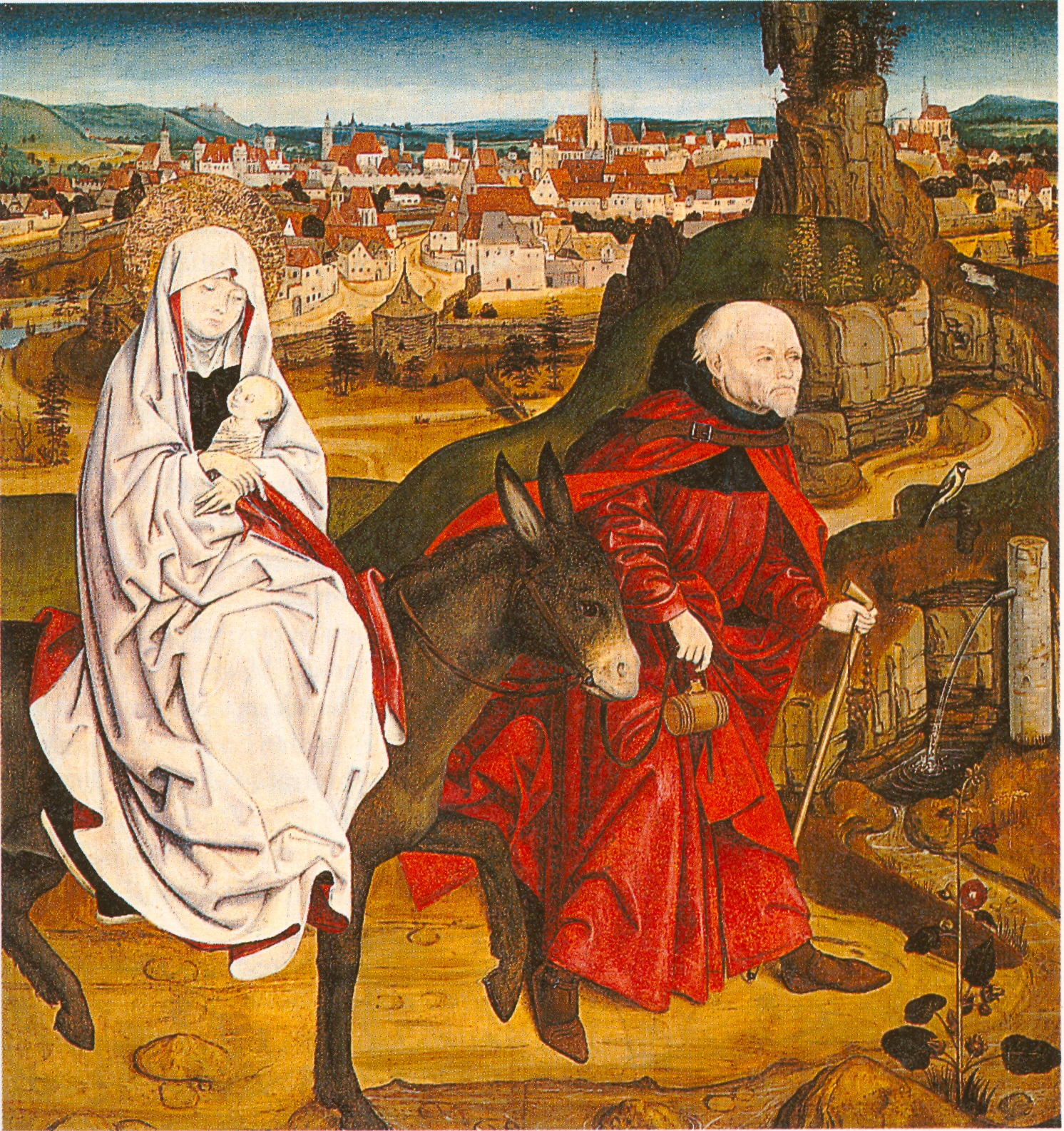
Meister des Wiener Schottenaltars: Flucht nach Aegypten (Detail), um 1470

Der Meister des Wiener Schottenaltars oder auch Wiener Schottenmeister war ein um 1470 im österreichischen Raum tätiger Maler der Spätgotik. Da sein wahrer Name unbekannt ist, wird er nach dem von ihm für das Schottenstift in Wien geschaffenen großen Flügelaltar benannt, dem sogenannten „Wiener Schottenaltar“. Der Meister gilt als einer der bedeutenden niederländisch oder auch oberrheinisch beeinflussten Maler im Österreich seiner Zeit. Sein Einfluss soll über seine Schüler weit über den Wiener Raum gegangen sein. So sollen z. B. der „Mediascher Altar“ in der  Margarethenkirche von Mediasch und der „Birthälmer Altar“ in der Kirchenburg von Birthälm in Siebenbürgen aus seiner Schule stammen.

## Der Wiener Schottenaltar

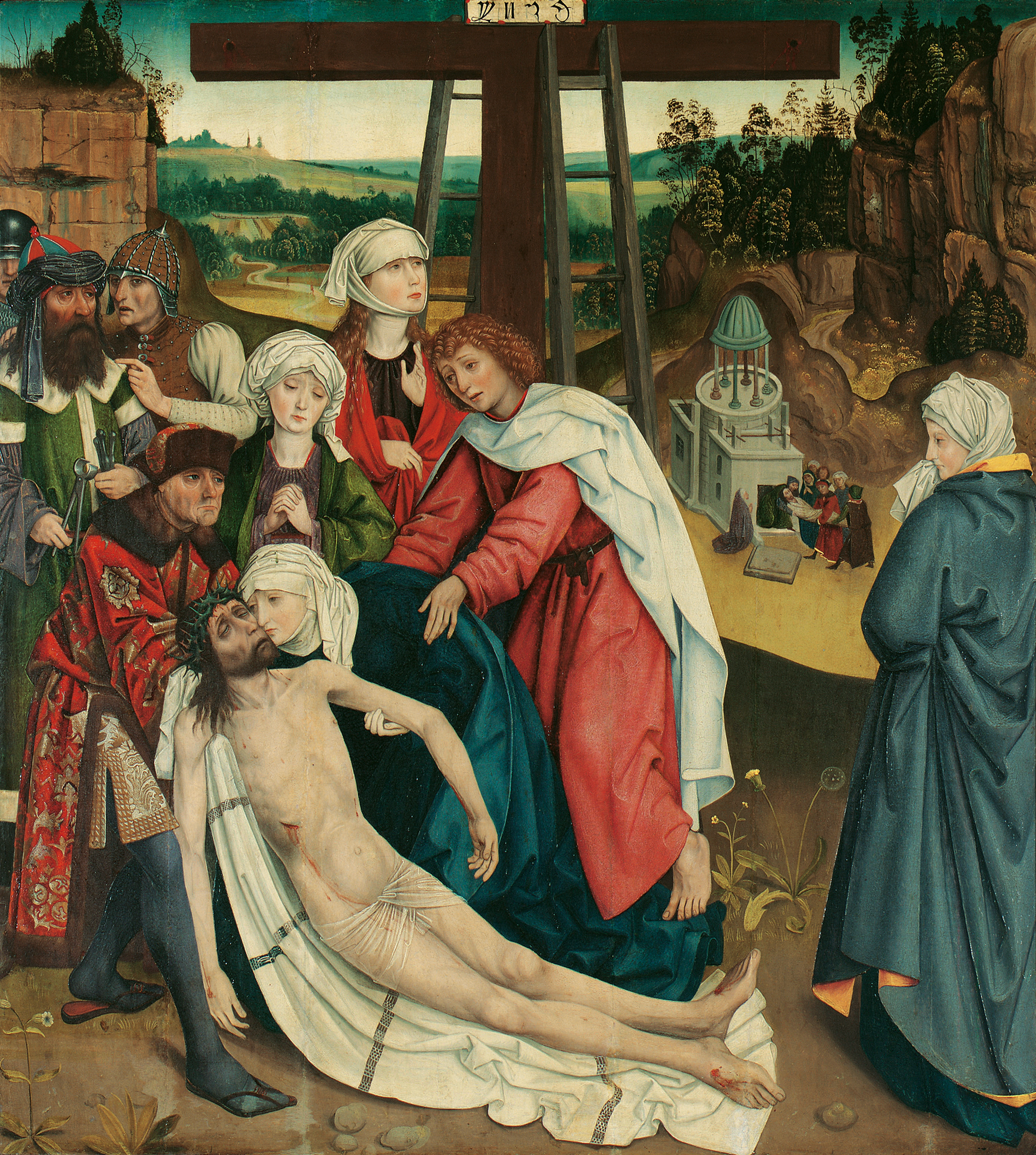
Meister des Wiener Schottenaltares: Die Beweinung Christi, um 1470

Der Meister des Wiener Schottenaltars schuf den Wiener Schottenaltar zwischen 1469 und 1475. Er war für den 1446 bis 1449 erneuerten gotischen Chor der Kirche der Benediktinerabtei unserer Lieben Frau zu den Schotten, dem Schottenstift in Wien bestimmt. Die Hintergrundlandschaften der Bilder sind wegen ihrer detaillierten und topographisch korrekten Darstellung von Wien und Krems eine wichtige Zeitquelle. So ist z. B. auf der Szene der Heimsuchung eine der ältesten Darstellungen einer Straße in Wien zu sehen und im Hintergrund der Flucht nach Aegypten das Panorama der Stadt um 1470.
Der große Flügelaltar stellt das Leben der Jungfrau Maria und die Passion dar. Von den ursprünglichen 24 Bildteilen haben sich 21 Tafeln im Museum im Schottenstift und in der Österreichischen Galerie  Belvedere in Wien erhalten, so z. B.:
- Heimsuchung, Museum im Schottenstift
- Geburt Christi, Museum im Schottenstift
- Anbetung der Heiligen Drei Könige, Belvedere, Inv. Nr. 4855
- Flucht nach Aegypten, Museum im Schottenstift
- Einzug in Jerusalem, Museum im Schottenstift
- Kreuzigung Christi, Belvedere, Inv. Nr. 4975
- Beweinung Christi, Belvedere, Inv. Nr. 4854